# 亚历桑德罗斯·科里齐斯
亚历桑德罗斯·科里齐斯（羅馬化：Aléxandros Korizís；1885年—1941年4月18日），希腊政治人物，1941年曾短暂担任希臘首相。

## 生涯
在希腊-意大利战争中，独裁总理扬尼斯·梅塔克萨斯因喉癌去世，科里齐斯在1941年1月29日接任总理。此前，他是希腊银行的行长。
科雷齐斯出生在希腊的波罗斯岛小岛上，那里今天有一座博物馆专门纪念他的生平和贡献。
虽然，由于乔治二世实际控制政府，科里齐斯在很大程度上并无实权，但科里齐斯仍然为4月6日的德军入侵承受压力。不到两周之后的4月18日，德军向雅典进军，雅典城也陷入戒严状态，科里齐斯开枪自杀。根据当时在克里特岛的西奥多·斯蒂芬尼德斯的说法，他的死最初被报纸报道为心脏病发作，这或许是为了防止在雅典造成大规模恐慌。